# Židovice (ort i Tjeckien, Ústí nad Labem)
Židovice är en ort i Tjeckien.   Den ligger i regionen Ústí nad Labem, i den nordvästra delen av landet, 40 km norr om huvudstaden Prag. Židovice ligger 158 meter över havet och antalet invånare är 289.
Terrängen runt Židovice är platt. Runt Židovice är det ganska tätbefolkat, med 60 invånare per kvadratkilometer. Närmaste större samhälle är Roudnice nad Labem, 3,1 km sydost om Židovice. Trakten runt Židovice består till största delen av jordbruksmark.